# Dendrochilum subintegrum
Dendrochilum subintegrum är en orkidéart som beskrevs av Oakes Ames. Dendrochilum subintegrum ingår i släktet Dendrochilum och familjen orkidéer. Inga underarter finns listade i Catalogue of Life.